# Генерал-губернатор на Индия
Генерал-губернаторът на Индия (генерал-губернатор и вицекрал на Индия) е главата на администрацията в Британска Индия.
Службата е създадена през 1773 под името генерал-губернатор на председателството на Форт Уилям. Първоначално има контрол само над селището, но наблюдава и служителите на „Британската източноиндийска компания“.
Пълната власт над Индия е предоставена през 1833, когато титлата се преименува на генерал-губернатор на Индия.